# بايرون سينغ شيخاوات
بايرون سينغ شيخاوات (بالهندية: भैरो सिंह शेखावत)‏ (و. 1923 – 2010 م) هو سياسي من الهند .
وهو عضو في بهاراتيا جاناتا .